# تویستون
تویستون (به انگلیسی: Twiston) یک روستا و محله مدنی در بریتانیا است که در Ribble Valley واقع شده‌است. تویستون ۶۴ نفر جمعیت دارد.